# Jean Wintsch
Jean Wintsch, né à Odessa le 19 janvier 1880 et mort à Lausanne le 27 avril 1943, est un médecin et une des figures emblématiques du mouvement libertaire suisse du début du XXe siècle.
Il collabore au journal Le Réveil anarchiste et à La Voix du Peuple (syndicaliste révolutionnaire).
Néomalthusien et pédagogue libertaire, il fonde en 1910 l’école Ferrer de Lausanne.

## Biographie
Dès l’été 1901, encore étudiant, il collabore au Réveil anarchiste de Genève animé par Luigi Bertoni à La Voix du Peuple, l’organe syndicaliste révolutionnaire de Suisse romande.
En  1907, il rédige pour le Congrès anarchiste international d'Amsterdam, un rapport sur la Fédération communiste anarchiste de la Suisse romande qui est présenté par Amédée Dunois.
En 1908, il fonde le groupe néomalthusien de Lausanne.
En novembre 1909, il participe au Congrès antimilitariste de Bienne.
De 1910 à 1919, il anime l’École Ferrer de Lausanne et son Bulletin publié jusqu'en 1921.
En 1914, bien qu’antimilitariste, il rallie le « Manifeste des Seize » de Jean Grave.
De 1915 à 1919, il publie à Lausanne le périodique La Libre Fédération et est l'éditeur responsable de la Libre Pensée.
De 1919 à 1921, il fait partie du comité de rédaction du journal Les Temps nouveaux.
En 1931 il devient médecin des écoles de Lausanne et membre de la Commission scolaire.
Professeur à l’École des sciences sociales de l’Université, auteur de divers ouvrages sur l’hygiène, la pédagogie, la formation professionnelle, l'alimentation et la délinquance juvénile, il est l'initiateur de colonies de vacances, de cures d'air pour enfants convalescents et de cuisines scolaires.
Il se rend en Espagne aux premiers mois de la révolution sociale espagnole de 1936 et à son retour donne des conférences, notamment à la Maison du Peuple de Lausanne, et des articles en soutien aux républicains espagnols.

## Œuvres
- Un essai d’institution ouvrière, l’École Ferrer, Lausanne, 1919, rééd. Entremonde, 2009, notice.
- Un artiste lausannois, Steinlen, Lausanne, Lapie, 1921
- L’École espagnole, Lausanne, Maison du Peuple, 1937.
- De la prophylaxie des maladies vénériennes, 1921
- Les premières manifestations motrices et mentales chez l’enfant, 1935.
- Les enfants délinquants, questions d’hygiène infantile et mentale, 1939.

### Notices
- « Jean Wintsch » dans le Dictionnaire historique de la Suisse en ligne.
- Dictionnaire des anarchistes, « Le Maitron » : notice biographique.
- Chantier biographique des anarchistes en Suisse : notice biographique.
- Dictionnaire international des militants anarchistes : notice biographique.
- Catalogue général des éditions et collections anarchistes francophones : notice bibliographique.
- Centre International de Recherches sur l'Anarchisme (Lausanne) : notice bibliographique.
- (en) Anarchist Encyclopedia : notice biographique.
- (ca) Anarco Efemerides : notice biographique.